# Arkana Studio
Arkana Studio – polskie studio filmowe specjalizujące się w filmach opartych na faktach z siedzibą w Warszawie.
Firma została założona w roku 2003 przez Dorotę Roszkowską. Studio działa nie tylko na terenie kraju, ale również za granicą. Nazwa studia pochodzi od łacińskiego słowa „arcanus”, oznaczającego m.in. sedno rzeczy. Arkana Studio jest członkiem Krajowej Izby Producentów Audiowizualnych.

## Wybrane produkcje
- 2019: Fateicz i morze – 76’, reż. Alina Rudnitskaya, Sergey Vinokurov, autorski film o przyrodzie i człowieku; koprodukcja: Proline media (RU), Illume OY (FIN), Arkana (Pol), PISF, Eurimages; Grand Prix at the Barents Ecological Films Festival, Russia, 2019[3]
- 2018: Śpiewać – 52’, reż. Olga Korotkaya, Koprodukcja: Arkana Gorky Studio (RU), MEDIA, PISF[4]
- 2017: Uratowane z Potopu – 72’; reż. Marcin Jamkowski i Konstanty Kulik; Koprodukcja: ARKANA, Muzeum Warszawy, MWFF, PISF, MEDIA
- 2017: Habit i zbroja – 100’; reż. Paweł Pitera; Koprodukcja: Arkana, Ventana GMBH, MDR/ARTE, Artbox, Lithuanian Film, Centre, PISF
- 2016 Łowcy Miodu – 77’; reż. Krystian Matysek; Koprodukcja: Arkana, TVP, ARTE, PISF, MEDIA; Nagroda Panda Award na Wildscreen Film Fetival w Bristolu (UK) 2016[5]
- 2010 Młyn i krzyż – 80’; reż. Lech Majewski, w oparciu o obraz Droga krzyżowa pędzla Pietera Bruegla (starszego); koprodukcja: Angelus Silesius, Bokomotiv (SV), Arkana, PISF; prezentowany i nagradzany na festiwalach takich jak Sundance, Rotterdam; Moskwa, Tel Aviv, Gdynia
- 2008: Poste Restante – 14’; reż. Marcel Łoziński; Europejska Nagroda Filmowa 2009 dla najlepszego filmu krótkometrażowego; produkcja: Arkana, PISF[5]